# Suðuroyar Svimjifelag
A Suðuroyar Svimjifelag, röviden Susvim Feröer egyik úszóegyesülete. Elnöke Marlon Kjærbo, vezetőedzője Jón Bjarnason. Az egyesület főszponzora a 2010-2011-es szezonban a Føroya Banki.
Az egyesület Vágurban és Tvøroyriban tart edzéseket. 2015. október 17-én adták át a váguri Páls Høll vízisportközpontot, ahol az ország egyetlen 50 m-es uszodája található; korábban az egyesület (és Feröer) versenyzői csak 25 méteres uszodában készülhettek.
A 2010-es feröeri bajnokságon a 42 aranyéremből 20-at a Susvim versenyzői gyűjtöttek be, ezzel a legeredményesebb egyesületnek bizonyult. Leghíresebb versenyzője Pál Joensen, aki a 2010-es budapesti EB-n ezüstérmet szerzett 1500 m gyorson.

## Versenyzők
A klub neves versenyzői:

### Nők
- Elisabeth Bærendsen
- Malan Vitalis Bærendsen
- Shaila millum Garðarnar
- Sólrun Kjærbo
- Guðrun Mortensen
- Erna Katrin Olsen
- Sára Muller
- Hanna Nysted
- Sára Ryggshamar Nysted
- Tanja Skaalum
- Helena Sævarsdóttir
- Kristina Elin Thomsen

### Férfiak

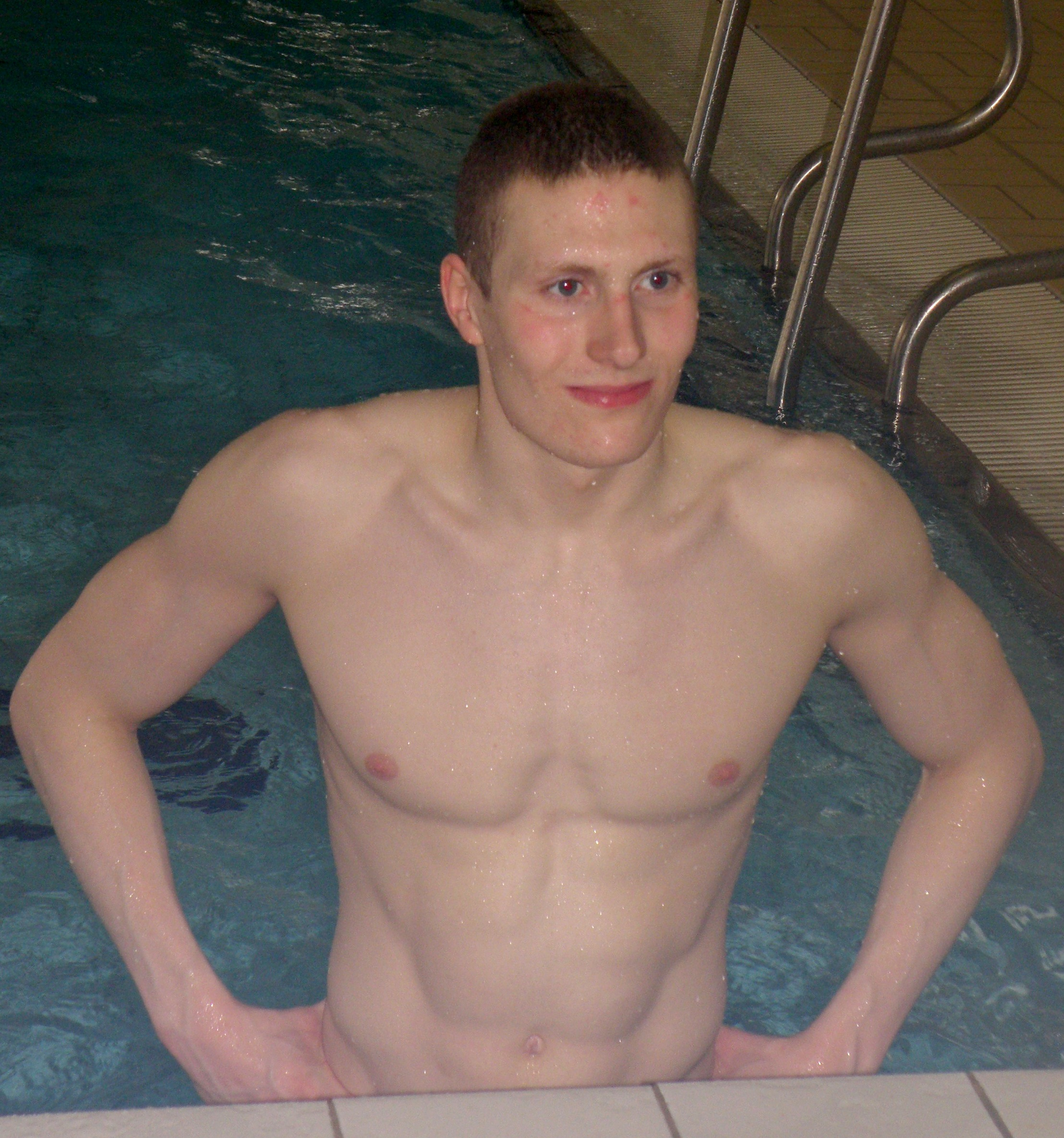
Pál Joensen

- Rói Bech
- Sofus Bech
- Dánjal Martin Hofgaard
- Jón Hofgaard
- Eyðbjørn Joensen
- Pál Joensen
- Pætur Leo
- Róland Toftum
- Húni Vestergaard